# Antonio Mambriani
Antonio Mambriani (Soragna, 24 marzo 1898 – Parma, 27 marzo 1989) è stato un matematico italiano.
Dovette interrompere gli studi a causa della prima guerra mondiale, durante la quale fu ferito gravemente alla mascella e al collo dallo scoppio di una bomba sul Sabotino. Finito il conflitto riprese a studiare e in gennaio 1927 si laureò in matematica presso l’Università di Bologna, con una tesi dal titolo Algoritmia per la risoluzione di equazioni differenziali lineari, relatore Salvatore Pincherle. Subito dopo diventò assistente di Pincherle e poi di Leonida Tonelli nel corso di analisi matematica a Bologna. Nel 1928 fu segretario del Congresso internazionale dei matematici a Bologna, presieduto da Salvatore Pincherle.
Dal 1937 fu professore di analisi matematica a Modena (Università e Accademia militare). Nel 1942 passò all'Università di Parma, dove tenne la cattedra di analisi matematica fino alla pensione. Nel 1949 organizzò a Parma un convegno sull’Analisi funzionale ed equazioni differenziali, presieduto da Francesco Severi e con conferenze di Renato Caccioppoli, Carlo Miranda, Gianfranco Cimmino, Giuseppe Zwirner e Luigi Fantappié. Nel 1950 fondò la Rivista di Matematica dell'Università di Parma, che diresse fino al 1971, facendola diventare tra le più apprezzate riviste del genere.
Antonio Mambriani fu autore di oltre 70 pubblicazioni e articoli accademici, su argomenti che vanno dall’algebra delle successioni alla integrazione secondo Lebesgue, dalle equazioni alle differenze finite e differenziali alla pluriderivazione. Tra di esse Sull'algebra delle successioni, Zanichelli, Bologna 1930. 